# Bernadets
Bernadets é uma comuna francesa na região administrativa da Nova Aquitânia, no departamento dos Pirenéus Atlânticos. Estende-se por uma área de 3,68 km². Em 2010 a comuna tinha 589 habitantes (densidade: 160,1 hab./km²).